# Джон Джозеф Беннетт
Джон Джозеф Беннетт (англ. John Joseph Bennett; 8 січня 1801 — 29 лютого 1876) — британський ботанік.

## Біографія
Джон Джозеф Беннетт народився 8 січня 1801 року.
Беннетт був помічником зберігача гербарію Бенкса та бібліотеки Британського музею з 1827 до 1858 року. З 1840 до 1860 року він був секретарем Лондонського Ліннєївського товариства. У 1841 році Беннетт був обраний членом Лондонського королівського товариства. Джон Джозеф Беннетт також перевидав повне зібрання творів Роберта Броуна.
Увечері 30 червня 1858 року Чарльз Лаєлл та Джозеф Долтон Гукер передали Беннетту папери Альфреда Рассела Уоллеса та Чарльза Дарвіна під назвою «On the Tendency of Species to form Varieties; and on the Perpetuation of Varieties and Species by Natural Means of Selection» відповідно. Як секретар Лондонського Ліннєївського товариства на зустрічі наступного вечора 1 червня він зачитав папер вголос разом із супровідною запискою Лайеля і Гукера. Це була спільна публікація Дарвіном і Уоллесом, у якій вони виклали теорію природного відбору.
ПомерДжон Джозеф Беннетт 29 лютого 1876 року.

## Наукова діяльність
Джон Джозеф Беннетт спеціалізувався на папоротеподібних та на насіннєвих рослинах.